# 272-й стрелковый полк внутренних войск НКВД
272-й стрелковый полк внутренних войск НКВД СССР — воинская часть внутренних войск НКВД СССР, принимавшая участие в Сталинградской битве.
272 сп был сформирован в январе 1942 года в Иркутске на основе сотрудников НКВД Иркутска и Улан-Удэ и входил в состав 10-й стрелковой дивизии внутренних войск НКВД СССР. Полк отличился участием в сентябрьских боях на юго-западных подступах к Сталинграду, а также в обороне южных подступов к вокзалу Сталинград-I. 27 сентября оставшиеся от полка 226 человек личного состава были выведены на левый берег Волги. 1 февраля 1943 года 272-й стрелковый полк внутренних войск НКВД был переформирован в 269-й Волжский стрелковый полк РККА в составе 181-й стрелковой Сталинградской ордена Ленина дивизии.

## История полка
272-й стрелковый полк внутренних войск НКВД СССР был одним из шести полков, входивших в первый состав 10-й стрелковой дивизии внутренних войск НКВД, сформированной в Сталинграде в соответствии с приказом НКВД СССР № 0021 от 5 января 1942 года, исполнявшим Постановление Государственного комитета обороны СССР № 1099-сс от 4 января 1942 «Об организации гарнизонов войск НКВД в городах, освобождаемых Красной Армией от противника». Полк проходил формирование в Иркутске. Значительная часть личного состава полка до этого проходила службу в 67-м и 68-м полках внутренних войск НКВД по охране железнодорожного транспорта, базировавшихся в Иркутске и Улан-Удэ, соответственно. Командиром полка стал майор Григорий Петрович Савчук.
Приказом командира дивизии № 002 от 9 апреля 1942 года местом дислокации 272-го стрелкового полка назначался город Сталинград (штаб в пожарном депо 1-й пожарной части), при этом 3-й стрелковый батальон должен был дислоцироваться в посёлке Шишикин Качалинского района Сталинградской области.
С 17 по 22 марта 1942 года 272-й полк (совместно с другими частями 10-й стрелковой дивизии внутренних войск НКВД) участвовал в зачистке Сталинграда, которой руководил заместитель наркома внутренних дел СССР комиссар государственной безопасности 3-го ранга И. А. Серов. Во время спецмероприятия были выявлены и обезврежены 187 дезертиров, 106 уголовников и 9 шпионов. За эту операцию всему личному составу дивизии, участвовавшему в зачистке, была объявлена благодарность комиссара госбезопасности 3 ранга И. А. Серова. В это время 2-я стрелковая рота 1-го стрелкового батальона 272-го сп находилась в оперативном подчинении 2-го отделения милиции Сталинграда.
Боевая подготовка личного состава полка была организована на недостаточном уровне. В приказе командира дивизии № 123 от 6 мая 1942 года отмечалось, что по итогам гарнизонной проверки, проведённой 25 апреля, «команда 272 стрелкового полка заняла 8 место из 9».
24 августа 1942 года 272-й полк (без 1-й и 3-й роты 1-го стрелкового батальона) занял рубеж обороны Опытная станция — высота 146,1 — высота 53,3 — высота 147,5. 1-я и 3-я роты 1-го стрелкового батальона несли службу заграждения. По итогам этой службы в период с 28 августа по 7 сентября были задержаны и переданы в органы военной контрразведки и милиции 1935 человек. К этому моменту в полку насчитывалось 1498 человек. 27 августа в оперативное подчинение 272-го полка были переданы 13 человек (воинская команда) из состава 178-го стрелкового полка войск НКВД СССР по охране особо важных предприятий промышленности: командир команды младший лейтенант В. Г. Алексеев, два младших командира и девять стрелков 5-й роты 178-го полка, связист взвода связи красноармеец Дмитрий Иванович Моисеев. Воинская команда круглосуточно охраняла командный пункт УНКВД по Сталинградской области. В результате тяжёлых боёв воинская команда младшего лейтенанта Алексеева была потеряна командованием 178-го сп, и приказом № 277 от 4 октября 1942 года все её бойцы были объявлены пропавшими без вести с 12 сентября 1942 года. Однако воинская команда младшего лейтенанта Алексеева оставалась на своём посту до эвакуации командного пункта УНКВД по Сталинградской области, а после эвакуации добровольно осталась в Сталинграде и влилась в 48-й гвардейский стрелковый полк 38-й гвардейской стрелковой дивизии. Младший лейтенант В. Г. Алексеев возглавил 1-ю стрелковую роту полка и 15 января 1943 года получил тяжёлое минно-осколочное ранение правой ноги. 6 августа 1946 года за подвиги, совершённые в ходе Сталинградской битвы, инвалид 3-й группы студент Горьковского института инженеров водного транспорта Василий Григорьевич Алексеев был награждён орденом Красной Звезды.
29 августа погиб военный комиссар 282-го стрелкового полка внутренних войск НКВД батальонный комиссар Афанасий Михайлович Карпов. На его место временно исполняющим обязанности военкома полка был назначен заместитель военного комиссара 272-го полка батальонный комиссар Дмитрий Иванович Малофеев.

### Участие в боевых действиях
В первых числах сентября 1942 года на южном фасе обороны Сталинграда назрел очередной кризис. 71-я и 295-я мотопехотная дивизии при поддержке 24-й танковой дивизии немецкого командования вели активное наступление с рубежа Цыбенко — Гавриловка в направлении Ежовка, Опытная станция, река Пионерка. По приказу штаба 62-й армии на рубеж Опытной станции из района Самофаловки, Малых и Больших Россошек должна была выдвинуться 35-я гвардейская стрелковая дивизия. Однако дивизия, находясь в полуокружении, не смогла выполнить приказ и отошла в район Александровки и Верхней Ельшанки. В сложившейся обстановке 272-й стрелковый полк оказался на острие удара наступающего противника.

#### Бои за Опытную станцию
Боевая история полка начинается 3 сентября 1942 года, когда части 71-й пехотной дивизии противника атаковали позиции чекистов по всему обороняемому участку. В этот день в поддержку 272-го сп были направлены две батареи. Южнее фронт (высоты 147,5 и 143,5, посёлки Верхняя Ельшанка и Песчанка) удерживали: 169-я танковая бригада (под командованием полковника А. П. Коденец), 20-я мотострелковая бригада (около 90 бойцов под командованием полковника П. С. Ильина), курсантский полк Сталинградского военно-политического училища, 131-я стрелковая дивизия (под командованием полковника М. А. Песочина), 271-й стрелковый полк внутренних войск НКВД, огнём поддержку оказывал 73-й отдельный бронепоезд 91-го стрелкового полка войск НКВД СССР по охране железных дорог (73-й БЕПО), курсировавший по линии станция Садовая — станция Сталинград-II, а в районе станции Садовой разместились несколько Т-34 из 26-й танковой бригады. Также в зоне 272-го стрелкового полка располагались несколько батарей 1079-го зенитно-артиллерийского полка Сталинградского корпуса ПВО. Кроме 71-й пехотной дивизии в этом секторе вели наступление 24-я и 14-я танковые, 29-я моторизированная дивизии вермахта.

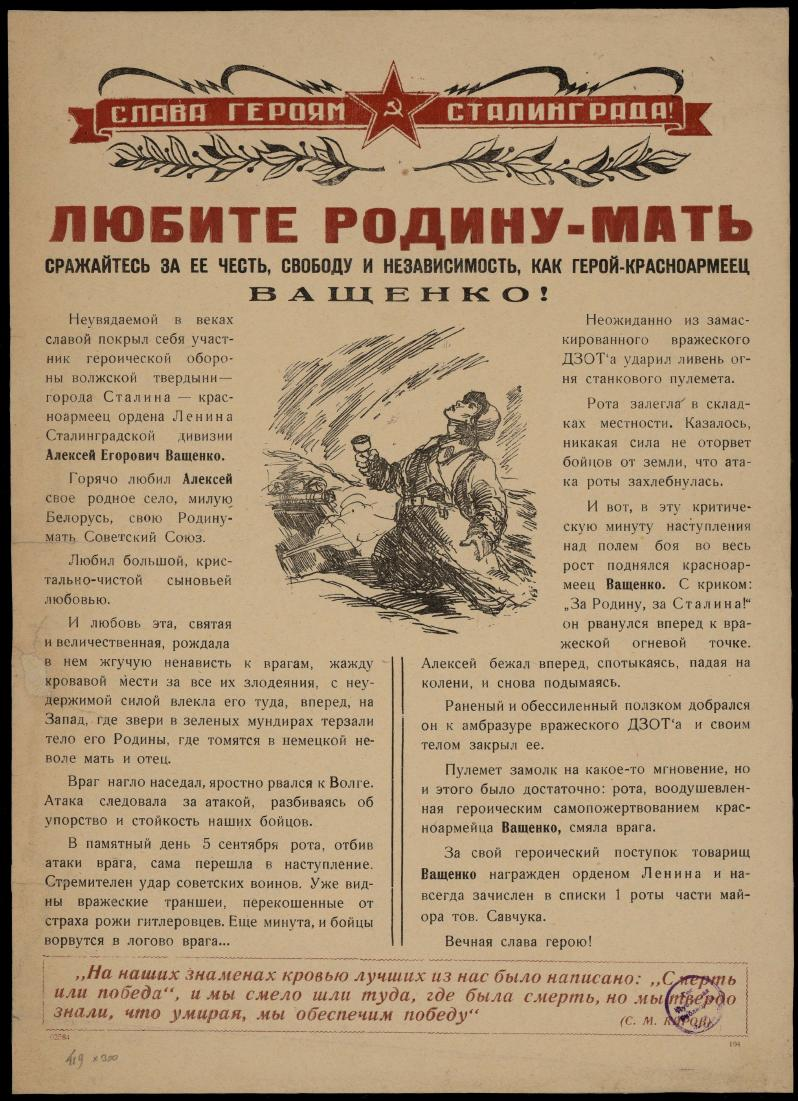
Листовка, посвящённая подвигу красноармейца А. Е. Ващенко

4 сентября ситуация обострилась до такой степени, что немецкие автоматчики прорвались на командный пункт (КП) полка. Штабные работники, под командованием батальонного комиссара Ивана Мефодьевича Щербины, смогли отбросить наступающих и выровнять положение. 5 сентября основной удар пришёлся по 1-му стрелковому батальону, удерживавшему высоту 146,1. В первой половине дня противник занял высоту. Совместной атакой 1-го и 2-го стрелковых батальонов ситуация была восстановлена. Потери в личном составе полка были тяжёлыми: 88 человек убиты (из них 19 офицеров и 14 младших командиров), 180 пропали без вести (включая 10 офицеров и 20 младших командиров), 192 человека ранены (в том числе 19 офицеров и 38 младших командиров). Со своей стороны чекисты заявили об уничтожении 700 человек и 17 танков противника. В этом бою красноармеец Алексей Егорович Ващенко закрыл своим телом пулемётную точку. Военфельдшер полка Е. Г. Коленская так описала подвиг красноармейца: «На моих глазах был ранен А. Ващенко, а затем с большим усилием поднялся и закрыл своим телом амбразуру дота. Этот боец был из роты автоматчиков, прибывших на помощь нашему батальону». За этот подвиг А. Е. Ващенко был посмертно награждён орденом Ленина. Боец 272-го полка Андрей Илларионович Баранник вспоминал этот бой: «Тогда солдат Алексей Ващенко, белорус, подал команду: «За мной!», бросился на дзот и закрыл амбразуру. Мы ворвались в дзот и трёх немцев, которые были там, уничтожили. Мы выбили немцев из траншей и восстановили положение». В этот день в подчинение командира 272-го полка был передан сводный батальон 91-го стрелкового полка НКВД по охране железных дорог в составе 213 человек. По итогам 4 сентября в дневнике комиссара дивизии П. Н. Кузнецова появилась запись: «5. Действиями 272 сп довольно командование фронта — Еременко и Хрущёв». В пункте 7 дневника записано: «3 сб 272 сп растрепан, дрался двое суток». Запись от 6 сентября: «1. 272 сп перешёл в наступление, успешно выполнил задачу захвата высот 147.1 и 53.3, захвачены трофеи, пленные, большой подъём в частях». К концу дня 6 сентября в сводном батальоне 91-го сп было потеряно до 65 % личного состава, но батальон не оставил своих позиций. Ночью в сводный батальон прибыло подкрепление: 100 рабочих Сталинградского тракторного завода. В ночь на 7 сентября в поддержку 272-го стрелкового полка прибыла 42-я морская стрелковая бригада (под командованием полковника М. С. Батракова). 7 сентября противник вклинился в оборону 7-й и 8-й стрелковых рот 271-го сп. Две роты 272-го сп провели контратаку для исправления положения, но выбить противника не удалось. На участке же совместной обороны чекистов и моряков немецкая 71-я пехотная дивизия не смогла добиться успехов. Е. Г. Коленская так описывала эти события: «3 сентября началось активное наступление немцев. Наши солдаты отбивали по 10-12 атак в сутки. Это был кромешный ад. Огромное количество раненых и на поле боя, и в овраге. Нередко целыми сутками бойцы сражались без воды и пищи…». 7 сентября 272-й полк сдал позицию 914-му полку 244-й стрелковой дивизии.

#### Бои в районе Мамаева кургана
В период с 7 по 14 сентября 272-й полк был переведён на тыловой рубеж обороны на участке от посёлка завода «Красный Октябрь» до высоты 112,7. При этом 7 сентября 1-й стрелковый батальон (без одной роты) был передан в распоряжение 271-го стрелкового полка внутренних войск НКВД. В дальнейшем в составе 271-го сп батальон в ночь с 10 на 11 сентября дерзкой атакой овладел Купоросным посёлком и до 16 сентября удерживал периметр кожевенного завода. В эти дни особую активность проявил взвод конной разведки 272-го сп, который проводил вылазки на коммуникациях в тылу противника. Например, 11 сентября разведчики уничтожили 60 солдат противника, подожгли обоз и захватили в плен немецкого ефрейтора.

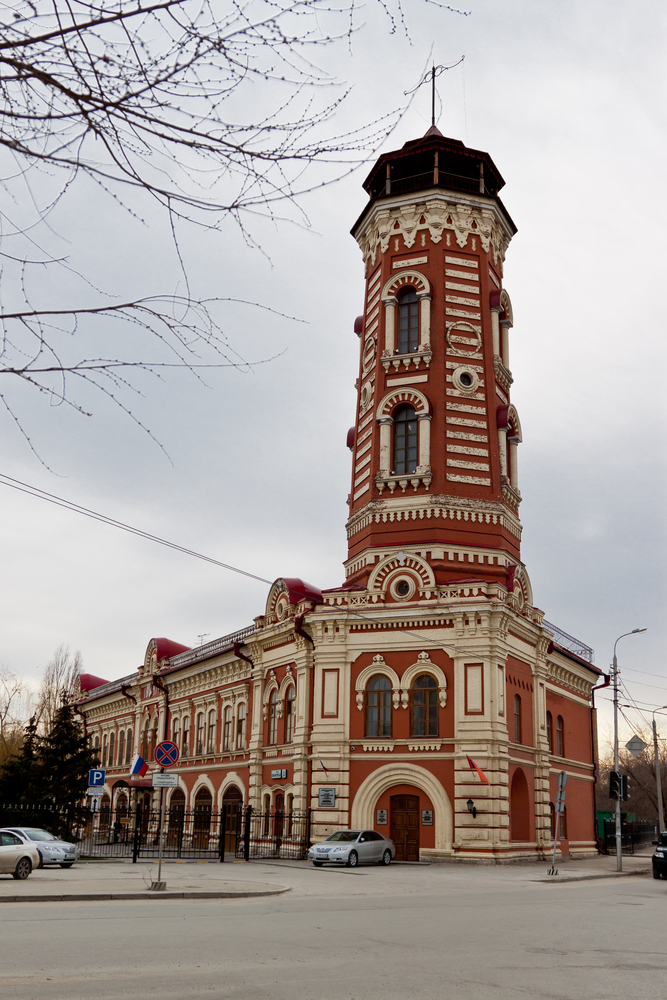
Здание пожарного депо, в котором находился штаб 272-го стрелкового полка НКВД

8 сентября в полк прибыло пополнение: 22 ополченца-автоматчика, прибывших из 270-го стрелкового полка внутренних войск НКВД. 9 сентября штаб 272-го полка переместился в бункер Сталинградского комитета обороны, который находился в Комсомольском саду. 13 сентября стрелковый батальон 272-го сп вместе с 1-м стрелковым батальоном 270-го стрелкового полка должен был участвовать в контратаке в районе кладбища на Дар-горе, но не смог вовремя прибыть и в атаке участия не принимал. В ночь на 14 сентября был поручен приказ срочно переместиться в район Аэродромного посёлка, где накануне противник смог прорвать позиции 269-го стрелкового полка внутренних войск НКВД. 272-й полк занял участок на стыке 269-го и 271-го стрелковых полков НКВД и в 3:30 14 сентября перешёл в наступление. Общей целью контратаки были разъезд Разгуляевка, высота 153,7 и больница. В атаке кроме полков НКВД участвовал сводный полк 399-й стрелковой дивизии и уцелевшие танки 6-й танковой бригады. Непосредственно 272-му полку была поставлена цель атаковать от высоты 112,5 в направлении высот 126,3 и 144,3 (южнее разъезда Разгуляевка). За координацию наступления отвечал генерал-майор Пожарский. Ситуация сложилась крайне сложная. Контрнаступление проводилось без должной разведки и артподготовки. Чекисты пошли в атаку практически без поддержки соседей. Командир и комиссар сводного полка сбежали с поля боя и на следующий день были расстреляны. Командование танковой бригады перенесло свой командный пункт из района Авиагородка в район переправ через Волгу, в результате танки бригады остались без управления. Из-за этого 272-й полк практически в одиночку противостоял частям 71-й пехотной дивизии вермахта. На участке 38-й мотострелковой бригады противник смог прорваться и вошёл на улицы Сталинграда в центральной части города. До вечера 15 сентября 2-й и 3-й стрелковые батальоны контратаковали противника и смогли восстановить положение. В этот день в строю оставалось 210 человек. Тогда же 1-й батальон 42-го гвардейского полка 13-й гвардейской стрелковой дивизии освободил госпиталь 272-го полка, находившийся в подвале универмага. Госпиталь перешёл на командный пункт своего полка, располагавшийся в здании пожарной части.

#### Бои в центре Сталинграда
16 сентября 272-й полк (115 человек) был выведен из окружения на рубеж железнодорожный мост через реку Пионерка — железнодорожный вокзал Сталинград-I, где в составе трёх батальонов сражался до 26 сентября. В этот же день 16 сентября «11-летний мальчик Коля (фамилия не установлена)» пришёл в штаб 272-го сп и рассказал, что видел вражескую пушку, 2 миномёта и станковый пулемёт. Помощник военкома по комсомольской работе врид библиотекаря Лин Алексеевич Фесик и два бойца незаметно пробрались на территорию противника и гранатами забросали огневую точку противника. Л. А. Фесик погиб 17 сентября, пытаясь подбить немецкий танк противотанковой гранатой. Огневую поддержку полку оказывали дивизион 266-го пушечного артиллерийского полка, 80-й полк гвардейских миномётов и рота тяжёлых миномётов, сформированная из ополченцев завода «Красный Октябрь». 19 сентября тяжёлое ранение получил командир полка майор Григорий Петрович Савчук, который покинул свой пост 20 сентября по прямому приказу командира дивизии полковника А. А. Сараева. С этого момента полк возглавил военком полка батальонный комиссар И. М. Щербина. В этот день в состав 272-го сп были включены остатки 270-го стрелкового полка внутренних войск НКВД (109 человек, две пушки 45-мм и три 82-мм миномёта). 21 сентября полк дрался без связи со штабом дивизии в полуокружении: 39-й гвардейский полк, по которому пришёлся основной удар противника, отошёл со своих позиций, как и подразделения 42-й стрелковой бригады. Учитывая большие потери в личном составе полка, штаб 62-й армии сократил зону ответственности чекистов: станция Сталинград-I, виадук у городского сада, улицы Тургенева и Голубинская и территория, прилегающая к драмтеатру. В ночь с 22 на 23 сентября противник прорвался в тыл полка со стороны пожарного депо. К 6:00 немцы захватили здание театра и окружили командный пункт полка. Остроту положения иллюстрирует последнее донесение командира 1-го стрелкового батальона: «Противник подошёл к зданию пожарной части вплотную. Нас обстреливают танки и автоматчики. В батальоне осталось девять человек. Ведём бой гранатами». Штаб полка принял решение идти на прорыв.
В ночь на 24 сентября семь человек из остатков 2-го стрелкового батальона под командованием младшего лейтенанта Брагина пробились к зданию драмтеатра и целый день вели бой, удерживая здание. Батальонный комиссар И. М. Щербина собрал ударную группу из состава штабных и политических работников, которые, контратаковав, отбросили противника и обеспечили проход личного состава (включая раненых полкового эвакопункта) из подземного бункера к драмтеатру. В этот день в газете «Красная Звезда» появился очерк Константина Симонова о двадцатилетнем военфельдшере 272-го стрелкового полка Виктории Шепетя. 25 сентября батальонный комиссар И. М. Щербина погиб, выводя остатки полка из окружения. И. М. Щербина был похоронен в сквере имени Карла Маркса перед зданием Горсовета. Остатки полка (в основном штабные и медицинские работники, всего 36 человек) прорвались к памятнику В. С. Хользунову и далее с боем вышли на командный пункт 92-й стрелковой бригады и сообщили важную информацию: рубеж обороны вокзал Сталинград-I — Комсомольский сад — железнодорожный мост больше не существует, полк полностью погиб, противник при поддержке танков наступает в сторону Волги. 27 сентября 272-й стрелковый полк внутренних войск НКВД в составе 11 человек был выведен на восточный берег Волги. В составе полка к этому моменту насчитывалось 226 человек (в основном из состава подразделений тыла полка).

### Итоги боевой деятельности
В период с 28 августа по 3 сентября 272-й стрелковый полк внутренних войск НКВД задержал 1935 человек. Из них 810 человек были переданы в Особый отдел фронта, 1090 были направлены в органы милиции, 15 человек были переданы в особый отдел 10-й стрелковой дивизии внутренних войск НКВД, 10 человек возвращено в свои части.
За период боёв с 3 по 27 сентября 272-й полк уничтожил более двух с половиной полков пехоты, 32 танка, 7 бронемашин, 27 миномётов, 56 пулемётов (из них 39 станковых), 1 самолёт.
Волгоградский историк, кандидат исторических наук Николай Николаевич Стариков оценил роль 272-го стрелкового полка внутренних войск НКВД следующими словами:

Не прояви бойцы и командиры геройство и отвагу 272-го, 271-го стрелковых полков 10-й дивизии внутренних войск НКВД, враг мог бы вырваться в Сталинград ещё 3 или 8 сентября, за ними в тылу в эти дни войск не было.— Стариков Н. Н. Пограничные и другие войска НКВД в Сталинградской битве. Дата обращения: 11 августа 2016. Архивировано из оригинала 16 сентября 2016 года.

## Состав полка
Все полки 10-й стрелковой дивизии НКВД формировались с одним и тем же составом:
- три стрелковых батальона по три стрелковые роты и пулемётному взводу (четыре пулемёта «Максим») в каждом батальоне;
- батарея 45-мм противотанковых пушек (четыре орудия);
- миномётная рота (четыре 82-мм и восемь 50-мм миномётов);
- рота автоматчиков.

В «Справке о численном и боевом составе частей 10 стрелковой дивизии ВВ НКВД по состоянию на 13.09.42 года» приведены данные по 272-му стрелковому полку: личный состав — 1505 человек, лошадей — 72, винтовок — 1224, станковых пулемётов — 6, ручных пулемётов — 28, автоматов — 179, ПТР — 10, 50-мм миномётов — 15, 82-мм миномётов — 5, 45-мм пушек — нет, легковых автомобилей — 2, грузовых автомобилей — 12, специальных автомобилей — 2. Но уже через десять дней ситуация резко изменилась: личный состав — 220 человек, из автомобилей остался один ЗИС-5, винтовок — 124, станковых пулемётов — 2, ручных — 4, ППШ — 52, ПТР — 5, одна 45-мм пушка и два 82-мм миномёта.
Личный состав полка в период лето — осень 1942 года:
| Состав                                   | 1.09 | 12.09 | 15.09 | 20.09 | 22.09 |
| ---------------------------------------- | ---- | ----- | ----- | ----- | ----- |
| Средний и старший комначсостав (офицеры) | 148  | 35    |       |       |       |
| Младший начсостав (сержанты и старшины)  | 347  | 37    |       |       |       |
| Рядовой состав                           | 966  | 105   |       |       |       |
| Всего                                    | 1461 | 1502  | 210   | 177   | 220   |

## Командный состав полка
В соответствии с приказом ГУВВ НКВД СССР № 00212 от 8 августа 1942 года командный состав полка выглядел следующим образом:
- Командир полка майор Савчук Григорий Петрович — бывший командир 69-го полка войск НКВД по охране железных дорог;
- Заместитель командира полка капитан Яковлев Василий Фёдорович — бывший начальник штаба 67-го полка войск НКВД по охране железных дорог;
- Начальник штаба полка капитан Старовойтов Тимофей Иванович — бывший командир батальона 69-го полка войск НКВД по охране железных дорог;
- Заместитель начальника штаба полка по разведке старший лейтенант Щерба Николай Андреевич — бывший старший помощник начальника штаба 67-го полка войск НКВД по охране железных дорог;
- Командир 1-го батальона старший лейтенант Ильюшенко Фрол Андреевич — бывший старший адъютант батальона 41-го резервного пограничного полка УПВ НКВД Грузинской ССР;
- Командир взвода 1-й роты Соловьёв Виктор Иванович — бывший начальник гарнизона 67-го полка войск НКВД по охране железных дорог;
- Командир 2-го взвода Плотников Дмитрий Федилович — бывший начальник гарнизона 67-го полка войск НКВД по охране железных дорог;
- Командир 3-го взвода Лебедкин Фёдор Григорьевич — бывший начальник гарнизона 67-го полка войск НКВД по охране железных дорог;
- Командир 2-го батальона старший лейтенант Ступин Дмитрий Платонович — бывший командир батальона 68-го полка войск НКВД по охране железных дорог;
- Командир 3-го батальона старший лейтенант Смирнов Иван Тихонович — бывший командир батальона 69-го полка войск НКВД по охране железных дорог;
- Командир артиллерийской батареи младший лейтенант Лапий Иван Яковлевич — бывший командир взвода БЕПО 69-го полка войск НКВД по охране железных дорог;
- Командир миномётной роты младший лейтенант Лапшин Михаил Васильевич — бывший начальник гарнизона 68-го полка войск НКВД по охране железных дорог;
- Командир роты автоматчиков младший лейтенант Борисов Сергей Иванович — бывший командир взвода 67-го полка войск НКВД по охране железных дорог;
- Начальник санитарной службы военврач 2 ранга Сирота Юдко Наумович — бывший врач батальона 76-го полка войск НКВД по охране железных дорог.

## Память
25 августа 1954 года именем красноармейца А. Е. Ващенко в Волгограде названа улица. 24 сентября 1983 года по адресу улица Ващенко, дом 47 была открыта мраморная доска: «Улица названа именем Ващенко Алексея Егоровича, автоматчика 272-го полка 10-й дивизии НКВД, 5 сентября 1942 года совершившего героический подвиг у стен Сталинграда».
13 мая 1957 года по решению Сталинградского Совета депутатов трудящихся в городе появилась улица Комиссара Щербины, названная в честь батальонного комиссара Ивана Мефодьевича Щербины.

## Комментарии
1. ↑  улица Коммунистическая дом 5: 48°42′35″ с. ш. 44°30′36″ в. д.HGЯO
2. ↑  Высота 146,1: 48°43′35″ с. ш. 44°23′52″ в. д.HGЯO
3. ↑  Высота 53,3: 48°42′51″ с. ш. 44°23′40″ в. д.HGЯO
4. ↑  Высота 147,5: 48°42′01″ с. ш. 44°25′13″ в. д.HGЯO
5. ↑  Ныне несуществующий (затопленный во время строительства Волго-Донского канала) населённый пункт Цыбенко: 48°35′31″ с. ш. 44°08′52″ в. д.HGЯO
6. ↑  Ныне несуществующий (затопленный во время строительства Волго-Донского канала) населённый пункт Гавриловка: 48°31′10″ с. ш. 44°10′19″ в. д.HGЯO
7. ↑  улица Коммунистическая дом 5: 48°42′35″ с. ш. 44°30′36″ в. д.HGЯO
8. ↑  Сейчас это проспект Ленина дом 9: 48°42′20″ с. ш. 44°30′52″ в. д.HGЯO
9. ↑  Памятник В. С. Хользунову: 48°42′07″ с. ш. 44°31′05″ в. д.HGЯO
10. ↑  Улица Ващенко 48°38′59″ с. ш. 44°25′27″ в. д.HGЯO
11. ↑  Улица Комиссара Щербины 48°42′54″ с. ш. 44°28′40″ в. д.HGЯO